# St. Clairsville
|  | Per a altres significats, vegeu «St. Clairsville (Ohio)». |

St. Clairsville és una població dels Estats Units a l'estat de Pennsilvània. Segons el cens del 2000 tenia 86 habitants.

## Demografia
Segons el cens del 2000, St. Clairsville tenia 86 habitants, 36 habitatges, i 25 famílies. La densitat de població era de 1.106,8 habitants/km².
Dels 36 habitatges en un 30,6% hi vivien nens de menys de 18 anys, en un 52,8% hi vivien parelles casades, en un 11,1% dones solteres, i en un 27,8% no eren unitats familiars. En el 27,8% dels habitatges hi vivien persones soles el 16,7% de les quals corresponia a persones de 65 anys o més que vivien soles. El nombre mitjà de persones vivint en cada habitatge era de 2,39 i el nombre mitjà de persones que vivien en cada família era de 2,88.
Per edats la població es repartia de la següent manera: un 20,9% tenia menys de 18 anys, un 14% entre 18 i 24, un 26,7% entre 25 i 44, un 27,9% de 45 a 60 i un 10,5% 65 anys o més.
L'edat mediana era de 36 anys. Per cada 100 dones de 18 o més anys hi havia 94,3 homes.
La renda mediana per habitatge era de 20.833$ i la renda mediana per família de 22.500$. Els homes tenien una renda mediana de 17.500$ mentre que les dones 23.750$. La renda per capita de la població era de 11.542$. Cap de les famílies i el 2,4% de la població estaven per davall del llindar de pobresa.

## Poblacions més properes
El següent diagrama mostra les poblacions més properes.